# Kettusaari (ö i Norra Österbotten, Uleåborg)
Kettusaari är en ö i Finland. Den ligger i sjön Vähä-Vuotunki och i kommunen Uleåborg i den ekonomiska regionen  Uleåborgs ekonomiska region  och landskapet Norra Österbotten, i den centrala delen av landet, 500 km norr om huvudstaden Helsingfors. Öns area är 0,6 hektar och dess största längd är 110 meter i sydöst-nordvästlig riktning.